# Destruction Derby 2
Destruction Derby 2 è un videogioco di corse sviluppato da Reflections Interactive e pubblicato nel 1996 per PlayStation e Microsoft Windows, seguito di Destruction Derby. Era stata progettata una versione anche per il Sega Saturn, ma quest'ultima non è mai uscita.
I siti web IGN e GameSpot hanno valutato la versione PlayStation rispettivamente 7.2/10 e 7.0/10.

## Modalità di gioco
Il gameplay è simile a quello del predecessore, rispetto al quale sono state aggiunte nuove piste (per un totale di 7) ed è stata migliorata la grafica.. Inoltre, le corse sono state rese più veloci ed è stata incrementata la possibilità di effettuare dei pit stop per riparare i danni. In Destruction Derby 2 vi sono tre modalità di gioco: "Wreckin Racing", dove l'obiettivo è quello di infliggere quanti più danni possibili agli avversari), "Stock Car" (dove si deve gareggiare per ottenere il primo posto) e "Destruction Derby", dove il giocatore deve cercare di distruggere le altre auto all'interno di un'arena. È disponibile una sola autovettura per competere nelle varie gare, e di quest'ultima può essere cambiato solo il colore.

## Tracciati
- Pine Hills Raceway
- Chalk Canyon
- Caprio County Raceway
- SCA Motorplex (motto: The Home of Stock Car Racing)
- Black Sail Valley
- Liberty City (motto: The Worlds Premier Street Raceway)
- The SCA Ultimate Destruction Speedway

## Arene
- Red Pike Arena
- The Colosseum
- The Pit
- Death Bowl

## Colonna sonora
La colonna sonora del videogioco è stata realizzata dalle band thrash metal Jug e Tuscan.

### Tracce
1. [data track] – 9:11
2. Jug – Slapshot – 2:52
3. Jug – Rejected – 4:19
4. Jug – Dead Happy – 3:53
5. Jug – Footsteps – 2:55
6. Jug – How Do You Know – 2:48
7. Jug – Better – 2:16
8. Jug – Pushed Away – 3:35
9. Tuscan – Telekenesis – 3:47
10. Tuscan – Pinnacle – 3:31
11. Jug – Little Pig – 1:47
12. Jug – Soundcheck – 1:39
13. Jug – Joyrider – 2:53
14. Jug – Direction – 6:17
15. Jug – Jade – 1:52
16. Jug – Breed – 1:12
17. Tuscan – Sun Dive – 3:25
18. Jug – Burn Out – 3:17
19. Jug – Crawl – 3:43

## Accoglienza
- Ufficiale PlayStation Magazine: "Un miglioramento enorme rispetto al titolo originale. Grafica e giocabilità eccezionali." 9/10
- Next Station: "Versione migliorata quasi con successo." 82%